# Вихрен (хижа)
Вижте пояснителната страница за други значения на Вихрен.
Хижа „Вихрен“ се намира в Пирин планина, на скален праг на левия бряг на река Бъндерица на 1972 м н.в. Построена е през 1939 – 1941 г. от туристическото дружество в Банско и е наречена Елтепе (старото име на връх Вихрен). Наричана е също „Нова Бъндерица“. Преименувана е неофициално след 1942 г., когато много други обекти в планината сменят имената си със закон. Претърпява 2 разширения – през 1949 г. от ВИФ (сега Национална спортна академия) и през 1963 г. от БТС.
Състои се от 2 масивни сгради, до които се стига по живописен асфалтов път от Банско (16 км). Допълнително на скалите над реката в източна посока са построени още 8 двуместни бунгала. Хижата има кухня, столова с 80 – 100 места, бюфет и външни тоалетни. Предлага възможност за баня. Има редовна автобусна връзка с града, а паркингът пред основната сграда може да събере до 30 автомобила. Хижата е електрифицирана чрез малък ВЕЦ, захранван от река Бъндерица. Стаите са с над 5 легла, на много места двуетажни.
Общо хижата предлага 120 – 130 легла и често е посещавана от екскурзионни групи. През 1980-те години, когато преживява своя разцвет, хижата е приемала средно по 23 000 туристи годишно и е била най-посещаваната хижа в Пирин. Поради това, че не е осъвременявана през последните години, е изместена от това място от хижа „Безбог“.
Тя е изходен туристически пункт за връх Вихрен, хижа „Синаница“, хижа „Демяница“, заслон „Тевно езеро, хижа „Яне Сандански“, заслон „Кончето“ и други.